# 绘画论

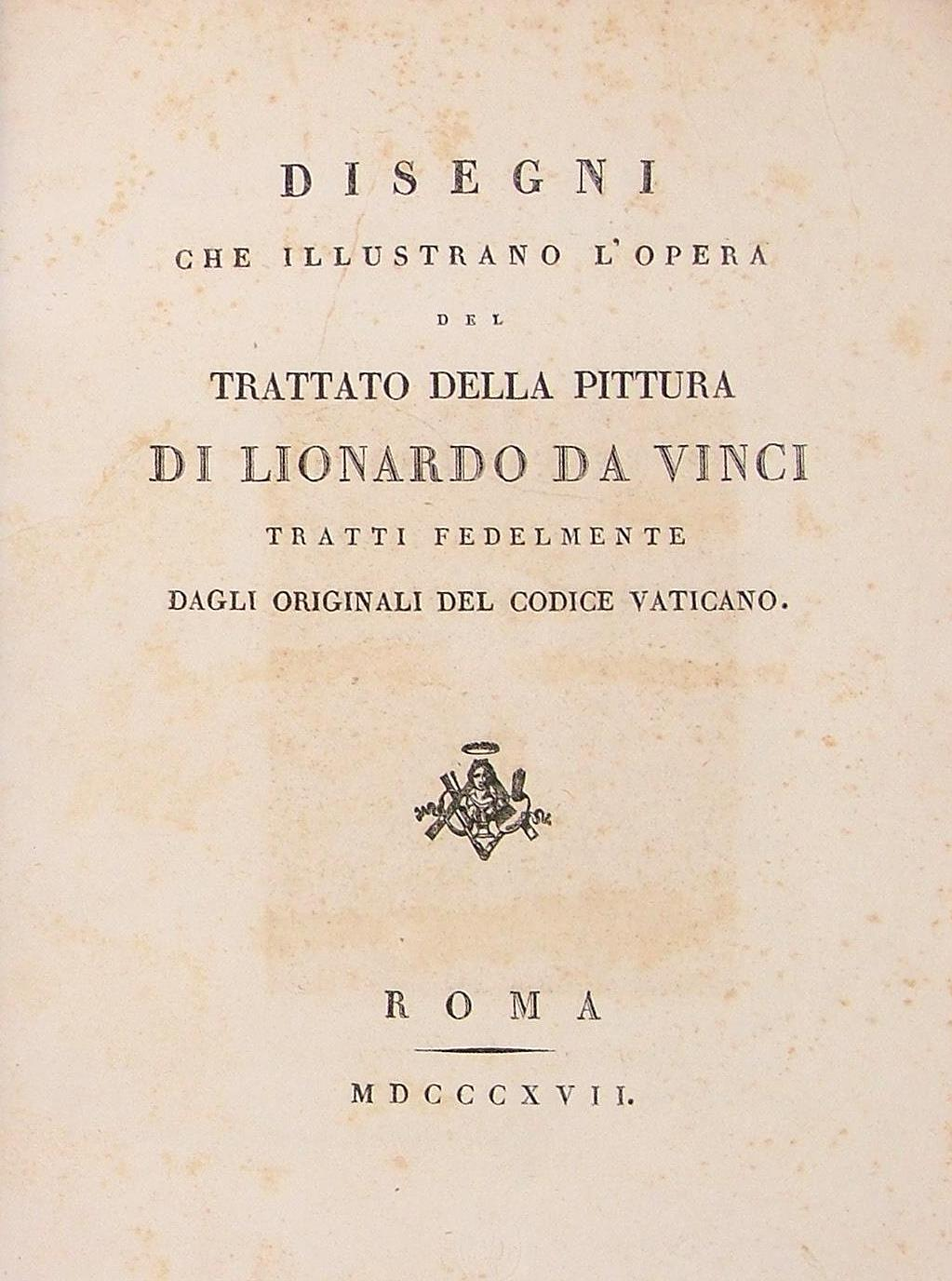
《绘画论》，罗马版，1817年

《绘画论》（義大利語：Trattato della pittura），亦称《乌尔比诺手稿》（Codex Urbinas），是列奥纳多·达·芬奇留下的大批未经本人整理过的画论手稿，死后交弟子弗朗西斯科·梅尔兹。梅尔兹对达·芬奇的绘画论手稿进行分类、整理，于1542年完成。1651年首次出版于法国与意大利。《绘画论》主要目的是提出绘画是一门科学 。
这部手稿遗失二百余年，直到1817年才重见天日，从乌尔比诺图书馆发现。

## 《绘画论》内容
列奥纳多·达·芬奇的《绘画论》，现有英、法、俄、中等编译本。大致上分为下列几个部分：
- 《比较论》--达·芬奇的美学论。达·芬奇比较绘画、雕塑、诗歌、音乐各自的特点，认为绘画居上。
- 《透视学》阐明几何透视，色彩透视和空气透视。
- 《光影明暗和色彩》
- 《人体比例和解剖》
- 《动态和表情》
- 《构图》
- 《风景和自然》如何画夜景，画暴风雨。
- 《画家的修养》主张画家应当师法自然，才能多才多艺。

## 图集

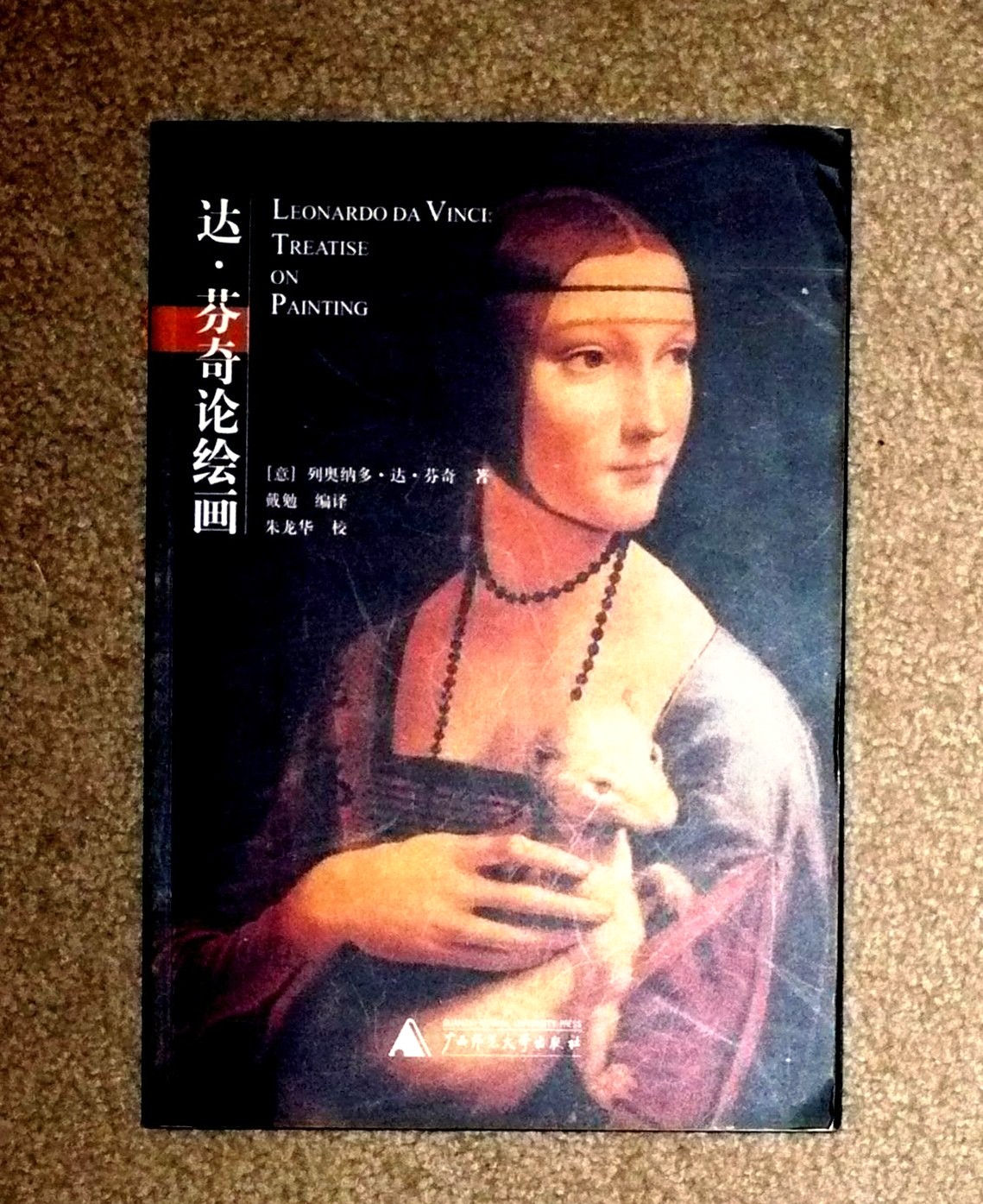
TREATISE ON PAINTING - 达芬奇绘画论中文翻译本